# Ellipteroides aitholodes
Ellipteroides aitholodes är en tvåvingeart som först beskrevs av Alexander 1961.  Ellipteroides aitholodes ingår i släktet Ellipteroides och familjen småharkrankar. Inga underarter finns listade i Catalogue of Life.